# قرحة عصبية تغذوية
داء التثقب أو قرحة اغتذائية أو قرحة عصبية تغذوية أو قرحة تغذوية عصبية (بالإنجليزية: Malum perforans)‏ هو قرحة طويلة الأمد عادةً ما تكون غير مؤلمة تخترق عمق الجلد أو داخله، وعادة ما يكون ذلك على باطن القدم. غالبا ما يكون من مضاعفات السكري وغيرها من الظروف التي تؤثر على الأعصاب.

## الخواص

A 47-year-old diabetic patient with profound peripheral neuropathy developed a blister on the plantar aspect of her right heel that became recalcitrant to conservative treatment.

هذه التقرحات لها حواف مخرمة وأرضية مخشرة -تشبه القرحة الصمغية- وقد تعاني المنطقة المحيطة من فقدان الإحساس.

## الأسباب
تنتج هذه الحالة من إزالة التعصب للمناطق المعرضة للاحتكاك اليومي بسبب البروز العظمي. قد تكون إزالة التعصب ناتجة عن أي من الأمراض التالية:
- إصابة النخاع الشوكي
- جذام
- إصابة العصب
- اعتلال الأعصاب السكري
- التهاب النخاع المستعرض
- تشقق العمود الفقري

## الفيزيولوجيا المرضية
الضغط الطبيعي وإحساس الألم ضروريان لحماية القدم من الضغوط المفرطة والمطولة على البروز العظمي. في القدم غير الحساسة، كما هو الحال في الاعتلال العصبي السكري، تتعرض الأنسجة الرخوة للضغوط المفرطة دون معرفة الفرد. وبعبارة أخرى، عن طريق تلف الأعصاب في القدمين لا يحصل المرضى على أي ملاحظات حول تأثير القدمين عند المشي. تبدأ هذه التقرحات بدشبذ حيث يتكون فيها القيح، ثم يخرج القيح ويكوّن ثقبًا تتعمق فيه الآفة. يؤدي ذلك إلى قرح غير مؤلم عادة تحت رؤوس مشط القدم أو طرف من أصابع القدم أو على الكعب. في المرضى غير المتنقلين توجد هذه القرح على الأرداف وخلف الكعب.

## التشخيص
يتم الشخيص سريرياً بالإضافة إلى فحص الإحساس.

## العلاج
يتم علاج السبب الكامن وراء الاعتلال العصبي أولاً، كما يتم إزالة الأجزاء الميتة من الجرح والحفاظ على رطوبة الجرح. يتم إعطاء القرحة المصابة بالمضادات الحيوية. تطعيم الجلد هو واحد من الخيارات. وقد ثبت أن الموجات فوق الصوتية قد تزيد من قبول الطعم الجلدي في مواقع القرحة الاغتذائية.